# Iglesia de San Mateo (Tarifa)
La iglesia de San Mateo es la iglesia principal de Tarifa (Provincia de Cádiz, España), desde que dejó de serlo la extinguida iglesia de Santa María, construida sobre los restos de una antigua mezquita existente dentro del recinto de su Alcazaba (Tarifa). Su origen parece estar en el aumento demográfico y urbanístico que experimenta la villa a consecuencia de la victoria cristiana de la Batalla del Salado, y por la conquista que los granadinos de Muhammed V realizan sobre Algeciras en el año 1369 tras un breve asedio, obligando a los cristianos a refugiarse y afincarse en Tarifa, llevando consigo documentos, alhajas, imágenes y vasos sagrados de la parroquia algecireña. Su advocación se dedica a este santo apóstol en memoria de que en ese día fue ganada la plaza a los musulmanes en el año 1292.

## Descripción
Su construcción se supone de hacia 1506, encontrándose documentada la existencia de culto en el templo ya desde el año 1534.
A esta época corresponde la planta primitiva de la iglesia, de tres naves, y las bóvedas de crucería gótica, muy elaboradas especialmente en la nave central y en el crucero, donde se convierte en una espléndida bóveda de terceletes. También son de esta época el sistema estructural y de empujes de estas bóvedas, que descansan sobre pilastras formadas por finos baquetones con capiteles corridos y basas labradas individualmente sobre zócalo común; y en el exterior los gruesos contrafuertes, visibles en el lateral izquierdo y ocultos bajo capillas adosadas en el siglo XVIII en el derecho.
La fachada principal responde a un diseño creado por el arquitecto Torcuato Cayón de la Vega en 1774, acabándose la obra cuatro años más tarde bajo la dirección del maestro Carlos Hermida. Se trata de una monumental portada barroca muy esbelta y embutida en el centro del muro entre pilastras cajeadas de orden gigante, en cuya parte baja sitúa la puerta de entrada entre columnas clásicas sobre altos paramentos, con fustes estriados y capiteles corintios. Más arriba, una hornacina rematada por un óculo acoge una imagen de la Virgen entre columnas lisas y pináculos decorativos. Finalmente, se acaba el conjunto con una original y elegante crestería barroca ondulada y rematada asimismo con pináculos, con una cruz de piedra en el centro. La torre campanario, de base cuadrada, muy robusta, y prácticamente lisa en todo el cuerpo principal de su fuste, se acaba con un cuerpo de campanas rematado por cúpula gallonada.
La decoración interior de esta iglesia no conserva casi nada de su época primitiva. El retablo mayor de estilo clásico realizado por el arquitecto Andrés de Castillejos, que ocupaba la capilla mayor, fue sustituido por el actual de inspiración gótica, y tanto su estructura como sus cuadros están hoy despiezados y repartidos por las naves laterales.
La capilla del sagrario, a continuación del crucero en el lado de la epístola, es un interesante añadido del siglo XVIII restaurado en 1899. De planta circular, se cubre con una magnífica cúpula sobre pechinas que se prolonga hasta el suelo formando tres capillas semicirculares, la central más amplia. Esta capilla presenta una fachada hacia el interior de la iglesia en forma de arco apuntado en cuyo tímpano aparece un Calvario del siglo XVI, y a la que se sobrepone otra fachada barroca con profusa decoración de mármoles.